# Какулия, Мераб
Мераб Какулия (груз. მერაბ კაკულია) (род. 29 июня 1961) ―  грузинский экономист, доктор экономических наук, старший научный сотрудник Грузинского фонда стратегических и международных исследований, профессор школы права и политики Грузинского института общественных дел. Главный редактор журнала «Georgian Economic Trends» с 2005 по 2009 год. Известен как специалист по макроэкономике, банковскому делу и финансам, международной экономике и переходной экономике.

## Биография
Родился 29 июня 1961 года, Грузинская ССР.
Мераб Какулия окончил экономический факультет Тбилисского государственного университета в 1983 году, в 1986 году защитил кандидатскую диссертацию в Московском государственном университете.
В 2002 году защитил докторскую диссертацию в Научно-исследовательском институте экономических и социальных проблем имени Мелкадзе (Тбилиси, Грузия).
Мераб Какулия занимал пост вице-президента Национального банка Грузии с 1993 по 2005 год и принимал активное участие в преодолении гиперинфляции в стране, введении национальной валюты грузинского лари и формировании современного банковского сектора в Грузии.

## Научная деятельность
Обширный профессиональный опыт Мераба Какулия отражен в его публикациях по макроэкономике, банковскому делу и финансам, международной экономике и переходной экономике. Он является членом Академии экономических наук Грузии и ответственным секретарем Научного комитета по экономике Национальной академии наук Грузии.